# Jeron Criswell King

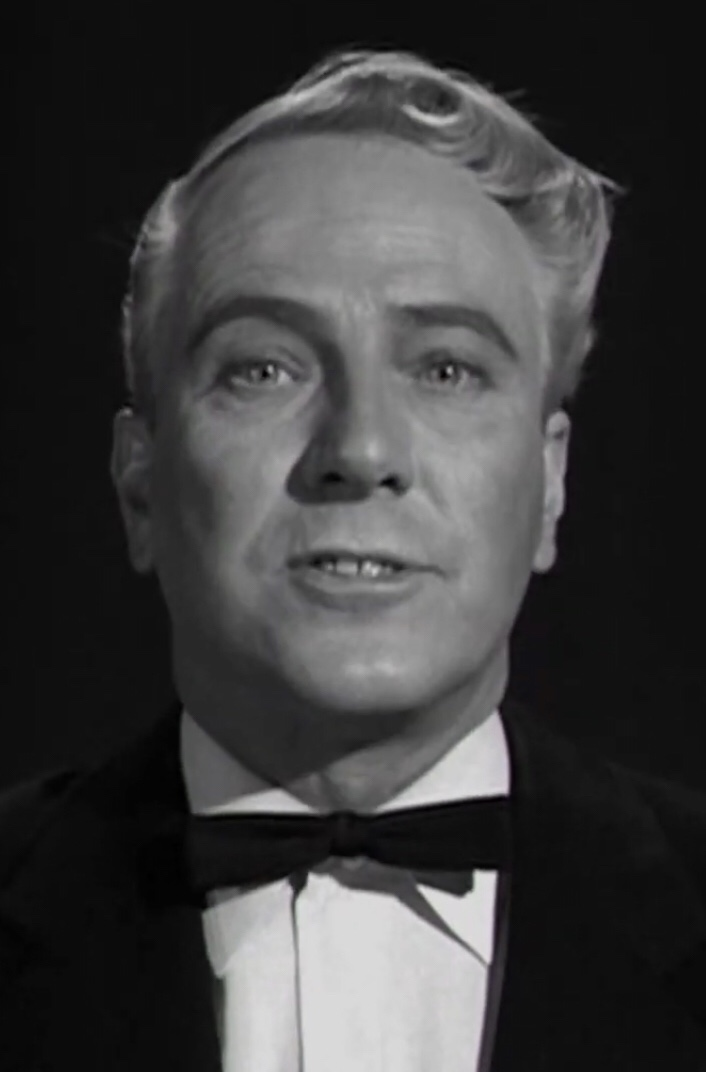
Jeron Criswell King 1959.

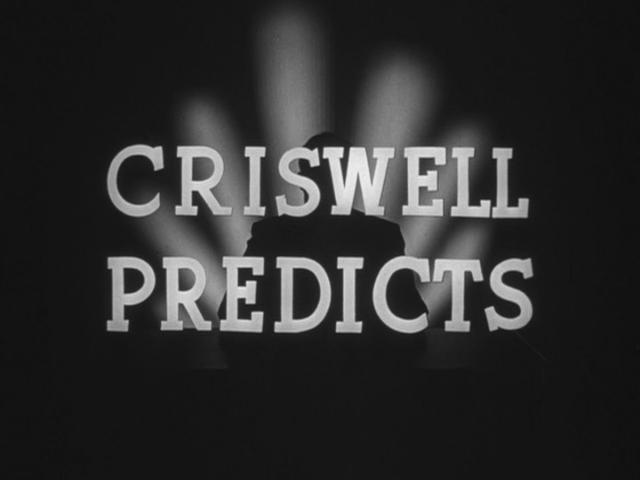

Jeron Criswell King (Jeron Criswell Konig), född 18 augusti 1907 i Princeton, Indiana och död 4 oktober 1982 i Burbank, Kalifornien, var en amerikansk siare, känd under sitt artistnamn The Amazing Criswell.

## Biografi
Criswell var känd för sina vilda och oriktiga förutsägelser, bland annat att människor skulle bo på Mars 1971 och att jorden skulle gå under den 18 augusti 1999. Under femtio-talet medverkande han i två av Ed Woods filmer,  Bride of the monster (1955) och Plan 9 from Outer Space (1959). Criswell hade även en tv-show som hette Criswell Predicts. Han var god vän till Mae West. En av hans profetior var att West skulle väljas till USA:s president och åka till månen tillsammans med Criswell och George Liberace (bror till Liberace). Mae West lagade ofta mat till Criswell och spelade in en låt om honom med titeln "Criswell Predicts".
Criswell hade en prålig framtoning med krusat hår, paljettbeklädd smoking samt en hög och bullrig röst. Han ägde även en likkista som han hävdade att han brukade sova i. Han växte upp i delstaten Indiana i den amerikanska mellanvästern i en dysfunktionell familj som var begravningsentreprenörer och berättade att han på grund av detta hade blivit van att sova i kistor i begravningsbyråns förrådsrum.